# Crossrail Benelux
Die Crossrail Benelux NV (VKM: XRAIL) ist ein Eisenbahnverkehrsunternehmen mit Sitz in Antwerpen, das ausschließlich Güterverkehr für BLS Cargo durchführt. Das Unternehmen gehört seit 2019 der Schweizer BLS AG.

## Hintergrund
Von den Unternehmern Ronny Dillen und Jeroen Le Jeune wurde im April 2000 mit Beteiligung der Hupac das Güterverkehrsunternehmen Dillen & Le Jeune Cargo (DLC) gegründet. Die Gründer und Mehrheitseigentümer von DLC übernahmen im Oktober 2007 das Güterverkehrsgeschäft der finanziell angeschlagenen Babcock & Brown (B&B), die per Anfang 2006 die Schweizer Crossrail AG übernommen hatte. Im Rahmen einer Verschmelzung wurde dabei die Crossrail AG rekapitalisiert und übernahm sämtliche Sachanlagen der DLC, welche ihren Namen in Crossrail Benelux änderte und fortan als Tochterunternehmen fungierte.
Verbliebene Anteile der insolventen und mittlerweile aufgelösten B&B wurden 2009 von Jeroen Le Jeune übernommen; Mitte 2012 musste das Unternehmen ein weiteres Mal rekapitalisiert werden. Ende 2014 erwarb Rhenus eine Mehrheitsbeteiligung an Crossrail und hielt nach einer weiteren Rekapitalisierung 75 Prozent des Aktienkapitals. Mitte 2018 wurde der Crossrail-Konzern aufgespalten und das verbliebene Rumpfgeschäft in der Schweiz an die Schweizer Schwestergesellschaft Cargologic verkauft. Crossrail Benelux verblieb als nun wieder eigenständiges Unternehmen bei Rhenus, ehe es im März 2019 an die BLS AG respektive deren Güterverkehrstochter BLS Cargo verkauft wurde. 2020 wurde die Crossrail Benelux NV vollständig in die BLS Cargo Gruppe eingegliedert. Per 1. September 2025 erhält sie den Namen BLS Cargo Nord NV.